# Partis de cadres et partis de masses
La classification des partis politiques est introduite pour la première fois par Maurice Duverger dans son ouvrage Les Partis politiques en 1951. Cette classification repose sur l’identification de plusieurs tendances influençant la création des partis politiques et leur organisation interne. Cette dichotomie illustre la séparation alors présente dans la société entre une classe bourgeoise et une classe populaire dont les objectifs politiques diffèrent . 
Cependant, de nombreuses transformations dans la structure de la société française remettent en cause la typologie des partis politiques de Duverger. De nouveaux apports théoriques furent nécessaires afin d’expliquer ces phénomènes.

## La classification des partis politiques selon Maurice Duverger
Apportant un nouveau souffle à la science politique Maurice Duverger a produit une analyse pertinente dans les années 1950 des mécanismes des partis politiques. La distinction qu’il établit entre les partis de cadres et les partis de masses permet de mieux cerner leurs différentes interprétations et ambitions envers le pouvoir convoité. 

### Partis de cadres
Les partis de cadres émergent avec l’instauration du suffrage et de la démocratie représentative, ils sont les premiers à avoir été créés. Essentiellement composés de notables, c’est-à-dire de personnes dont l’influence s’exerce sur un certain territoire, ces partis souhaitent maintenir l'exercice de leur pouvoir dans les institutions politiques établies, ou de l’étendre à plus grande échelle à partir de la constitution de groupes parlementaires. 
Ils s’organisent donc autour des personnalités politiques locales impactent la structure organisationnelle qui se veut relativement adaptable aux adhérents. Ainsi, pour reprendre les termes de Duverger : « la discipline au sein de ces partis est assez souple en raison de la personnalité des membres du parti ». L’organisation de ces partis est structurée par les diverses affinités et relations personnelles de ses membres, les adhérents sont peu nombreux. Ils disposent ainsi d’une certaine liberté en termes d’action, sans hiérarchisation des membres.

### Partis de masses
Les partis des masse se développent quant à eux avec notamment l’apparition des syndicats mais aussi, l’instauration du suffrage universel direct. Cela nécessite une structuration et une coordination afin de représenter les travailleurs et classe ouvrière dans les institutions étatiques. Ici, la nature de la participation et la composition sociale des partis différent des partis de cadre pour plusieurs raisons. Tout d’abord, les partis de masses cherchent à mobiliser un maximum d’adhérents. Alors que les partis de cadre cherchent à atteindre une certaine expertise, les partis de masse aspirent à réunir un nombre de membres plus large et étendu. Cet objectif affecte leur structure de base qui se veut plus centralisée et organisée que celle des partis de cadres. Il leur est ainsi nécessaire d’instaurer une unité et une cohésion en concordance avec leur discours et leurs actions. Cette mobilisation massive et la structuration centralisée et hiérarchisée des partis de masse relatent donc de leur origine sociale et de leur aspiration politique du pouvoir. 

#### Partis de masses spécialisés
Les partis de masses spécialisés ont des objectifs qui se limitent à la vie politique

#### Partis de masses totalitaires
Les partis de masses totalitaires ont des objectifs englobants par le contrôle de la vie privée des individus.

## Évolutions de la société française et typologies concurrentes
La Constitution de la cinquième République, Mai 1968 et la fin des Trente Glorieuses marquent un tournant : le système démocratique évolue et les partis politiques aussi. 
De nouvelles classifications proposent une analyse actualisée des partis politiques.

### Les partis attrape-tout
Otto Kirchheimer ajoute les « partis attrape-tout » ("catch-all-parties")  qui se définissent comme partis faiblement bureaucratiques, faiblement organisés, pouvant être aussi caractérisés par une centralisation du pouvoir dans les mains de leurs leaders et de leur entourage immédiat. Ces partis ont la capacité d’attirer des individus ayant des points de vue différents les uns des autres, des électeurs venant d’horizons divers, des hommes et des femmes qui peuvent venir de la gauche comme de la droite.
Otto Kirchheimer soulignait déjà une atténuation des clivages idéologiques causée par le progrès économique et social. Les partis de cadres se sont donc adaptés aux classes moyennes et les partis de masses sont devenus plus pragmatiques puisque les ouvriers n’en sont plus représentatifs.

### Processus de transformation de la société et nécessité d’adaptation des partis politiques
En France, l’élection au suffrage universel du Parlement, comprenant les femmes, devient effectif sous la quatrième république.
Concernant l’élection présidentielle, l’instauration du suffrage universel direct à deux tours, en 1962, comme disposée dans les articles premier et second de la Constitution a de lourdes conséquences sur l’électorat.
Le Président de la République est alors élu non plus par collège électoral composé de 81 764 élus locaux en 1958 mais par près de 43 millions de citoyens, d’après l’INSEE, en 2011.  Il se met en place un « marché politique » de l’offre et de la demande. De nouvelles catégories sociales accèdent au vote. Ainsi, une demande spécifique à leur intérêts et préoccupations va émerger. Afin d’assurer leur représentation dans la vie politique française, les partis politiques vont devoir se calquer sur cet électorat afin d’obtenir ces voix supplémentaires. Le nouvel électorat a un intérêt à être représenté et les partis politiques, à le faire. Ainsi, la part d’électeurs est bien trop élevée pour les partis de cadres, les votants ne sont plus uniquement les membres de l’élite, mais l’ensemble des citoyens Français désormais. 
L’organisation des partis de cadres, limités en taille et ressources ne permettent pas de répondre à cet élargissement conséquent. Un basculement vers les partis de masse est observé, afin de survivre dans la compétition.
La place grandissante de la classe ouvrière puis salariée va gagner en visibilité dans l’opinion publique. Les syndicats vont se muter en partis politiques, dits de masse, afin de conquérir les urnes. Solidement structurés, ils proposeront ensuite de nouvelles élites capables d’occuper le pouvoir. Les partis de masses s'appuient sur les cotisations de leurs très nombreux adhérents afin de financer leurs actions politiques. 
Les partis de cadre sont alors déstabilisés, leur volonté de maintenir l’exercice du pouvoir et leur perspective de réélection sont ébranlées. Les partis de masse vont aussi faire face à des difficultés liées à leur structure, de par leur caractère dit immuable, selon Duverger. 
La force majeure de ces partis réside en leur capacité de mobilisation d’un large nombre d’adhérents qui cotisent et financent l’organisation. Cependant, le nombre d’adhérents a énormément baissé pour les deux partis de gouvernement, Les Républicains (LR) et le Parti Socialiste (PS). Pour LR, le nombre d’adhérents entre 1980 et 2016 est passé de 500 000 à 238 208. Pour le PS, ils étaient 214 000 en 1981 contre 135 833 en 2016. Le moyens d’action sont limités par les ressources financières moins importantes. De plus, les scores obtenus aux élections, déterminent les subventions accordées par l’État aux partis politiques.
En résumé, un processus de déclin s'auto-renforce.

### Après Duverger, l’émergence de nouvelles classifications
Depuis trois décennies, les partis politiques occidentaux rencontreraient une crise existentielle perturbant leur classification même. 
En effet, comme le théorise Serge Berstein, les élections des trente dernières années en France, en Allemagne et au Royaume-Uni ont été marquées par une érosion des grands partis de gouvernement. Cette usure, et comme en témoigne le phénomène abstentionniste croissant, s’explique par des changements comportementaux désormais défiants chez les électorats occidentaux. En témoigne également l’augmentation des votes en faveur des extrêmes, les électorats tentent notamment de punir les partis de gouvernement par le biais de votes contestataires.
La mondialisation et l’ordre économique et social contemporain sont notamment tenus pour responsables de ces perturbations de classification puisque la marge de manœuvre des partis se résume désormais à la gestion des contraintes que fait peser la loi du marché sur l’économie du pays en question. Les clivages entre les partis de gouvernement soumis aux mêmes contraintes deviennent finalement indiscernables tant les véritables pouvoirs échappent aux États sur lesquels les partis peuvent agir pour passer aux experts internationaux.
Ainsi, les nouvelles classifications de partis politiques ont dû se détacher des classifications traditionnelles devenues trop éloignées de la réalité contemporaine. Depuis la dichotomie de Duverger entre partis de cadres et partis de masse, la typologie des partis politiques s'est enrichie et actualise les cadres analytiques d'étude des partis politiques.
Richard Katz et Peter Mair dégagent en 1995 le concept de "cartel party" dans lequel les partis sont conçus comme « des structures de sélection et de professionnalisation des élites politiques, qui se partagent plus qu’ils n’entrent en compétition sur le marché électoral » ce qui engendrerait, une « cristallisation » de la compétition électorale.

## Effondrement du Parti Socialiste et avènement de La République En Marche
Lors de l’élection présidentielle de 2017, l’échiquier des partis politiques met en relief une évolution éloignée des définitions du parti de cadre ou de masse tels qu’ils l’étaient par Duverger. Le concept ne semble plus capable de capturer et d’expliquer les phénomènes récents.
Le Parti Socialiste (PS) est un cas emblématique d’un parti de masse encore actif lors de l’élection présidentielle de 2017. Ainsi, il représente la gauche et le centre gauche de l’échiquier politique français. À l’origine, le PS est un courant de pensée faisant référence au socialisme et est la principale suite de la Section Française de l’Internationale Ouvrière impulsée par Jean Jaurès. Tel un parti de masse, le Parti Socialiste se caractérise par son ouverture sur différentes questions à la fois sociétales, environnementales ou encore économiques. Les militants socialistes représentent ainsi des classes sociales diverses. Son adhésion est « libre , individuelle et chaque adhérent possède les mêmes droits ». Ainsi, le PS a conquis à 3 reprises l’Elysée (en 1981, 1988, 2012) et symbolise la bipolarisation française. Cependant, cette force politique a réalisé lors de l'élection présidentielle de 2017, des scores historiquement bas, obtenant 6,36 % des suffrages,.
Plus encore, l’élection d’Emmanuel Macron à la présidence de la République marque un point de rupture,. Membre du PS de 2006 à 2009, ancien secrétaire général adjoint du cabinet de François Hollande, il fut ministre de l’Economie, de l’Industrie et du Numérique de 2014 à 2016,. Malgré cet historique, il fonde son propre parti politique, La République en Marche (LaREM) et refuse de participer à la primaire organisée par le PS,.
Présentant à la fois des spécificités présentes chez les partis de cadres et de masse, LaREM remet en cause considérablement la grille de lecture présentée par Duverger.